# القسيمة السفلى (بني مطر)

تعديل مصدري - تعديل

القسيمة السفلى هي إحدى قرى عزلة الحدب بمديرية بني مطر التابعة لمحافظة صنعاء، بلغ تعداد سكانها 301 نسمة حسب تعداد اليمن لعام 2004.